# Bol'šesel'skij rajon
Il Bol'šesel'skij rajon (in russo Большесельский район?) è un rajon dell'Oblast' di Jaroslavl', nella Russia europea; il capoluogo è Bol'šoe Selo. Ricopre una superficie di 1.353 chilometri quadrati.